# 大井川鉄道クハ600形客車
大井川鉄道クハ600形客車（おおいがわてつどうクハ600がたきゃくしゃ）は、1990年（平成2年）に大井川鉄道（現・大井川鐵道）が井川線向けに導入した運転台付きの客車。

## 概要
井川線は1990年（平成2年）にアプトいちしろ - 長島ダム間の路線付け替えにより、アプト式運転区間が完成した。その際、連結器が損傷した場合のリスクを考慮して、通常は機関車を常に列車の千頭方に連結し、上り千頭方面行きは機関車による牽引、下り井川方面行きは機関車による推進運転が行われることになった。このため井川方の制御車が必要となり、同年に製造されたのが本形式である。
クハ601はスロフ310（初代）からの改造であるが、クハ602 - 604はcトキ200形の台車を流用し、日本車輌製造で製造され、1990年（平成2年）7月18日に落成したものである。井川線用の旅客車両では久しぶりの外部への発注となった。また、制御車であることから、記号は井川線では初めての「クハ」となった。
運転台はDD20形とほぼ同一であるが、DD20形およびED90形用の2基の主幹制御器が装備されている。乗務の際はディーゼル機関車と電気機関車のそれぞれを運転することが可能な免許を保持する乗務員が乗務する（アプト式区間は電気機関車の運転区間のため）。DD20形等の機関車に装備されるKE14形ブレーキ弁が右手側に装備されているが、単独ブレーキはダミーであり使用していない。外観はスロフ300形の丸屋根に対して、DD20形と同様の平面構成になっているのが特徴。台車とリンクしてカーブで首を振る補助前照灯も踏襲している。車内はスロフ300形と同一仕様で、運転台直後の座席は前面展望を考慮して前向きとなっている。
車体カラーはクリーム色地と赤のツートーンが登場時より採用されていたが、現在はワインレッドを地色に白のラインの塗装に変更された。
現在は井川線の全車両が禁煙となっているが、登場時はこの車両のみ禁煙車となっていた。
2017年（平成29年）に前照灯および補助前照灯がLED化された。

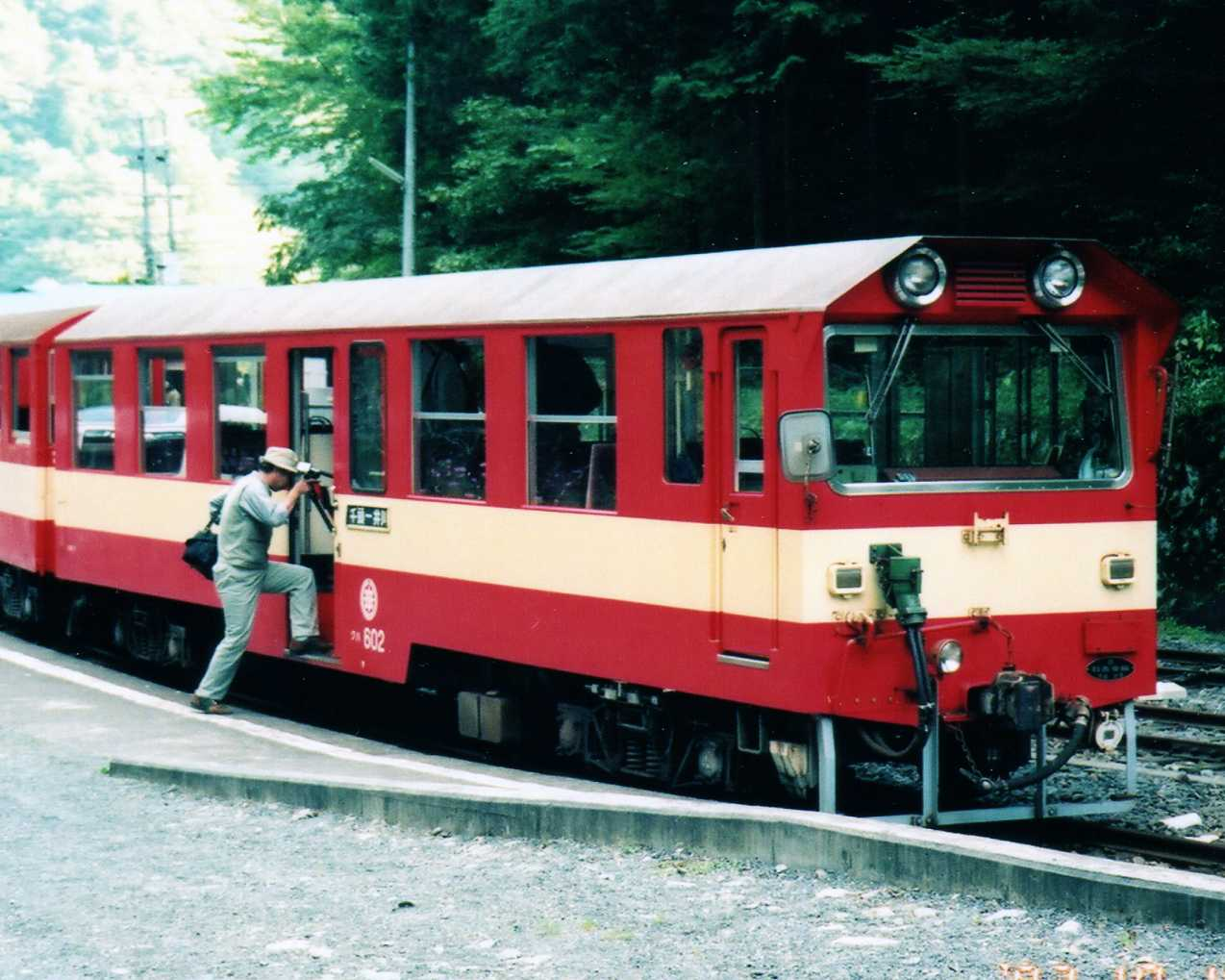
クハ600形旧塗装。井川駅にて 1993年（平成5年）10月撮影
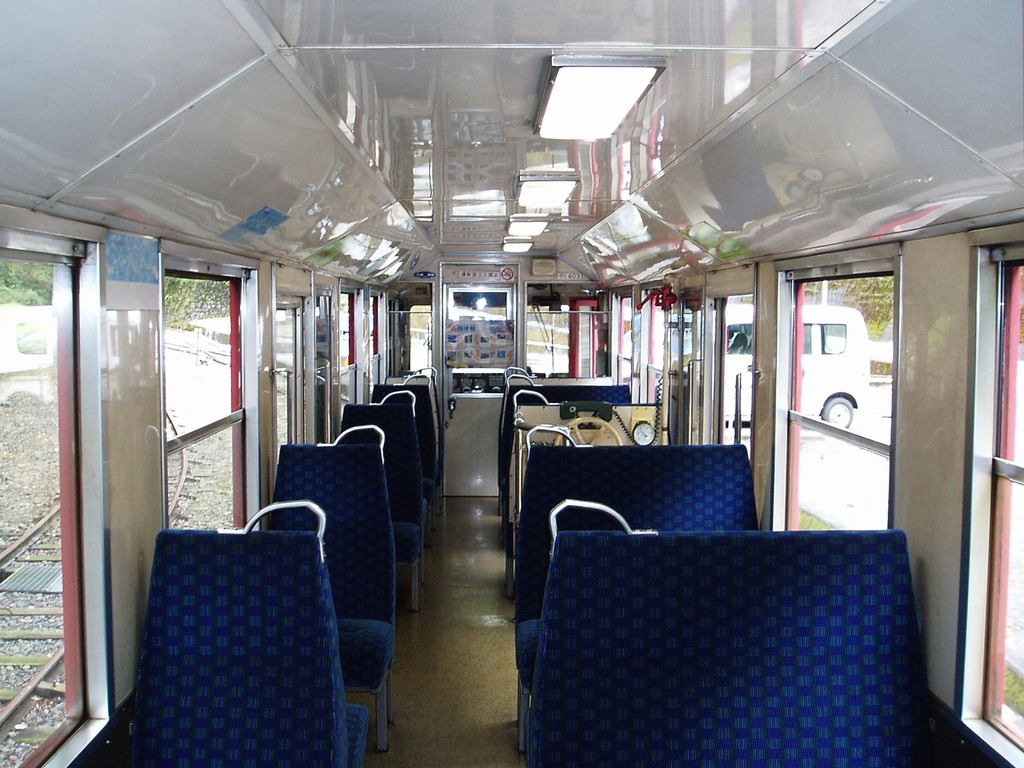
クハ600形の車内 2007年（平成19年）10月撮影
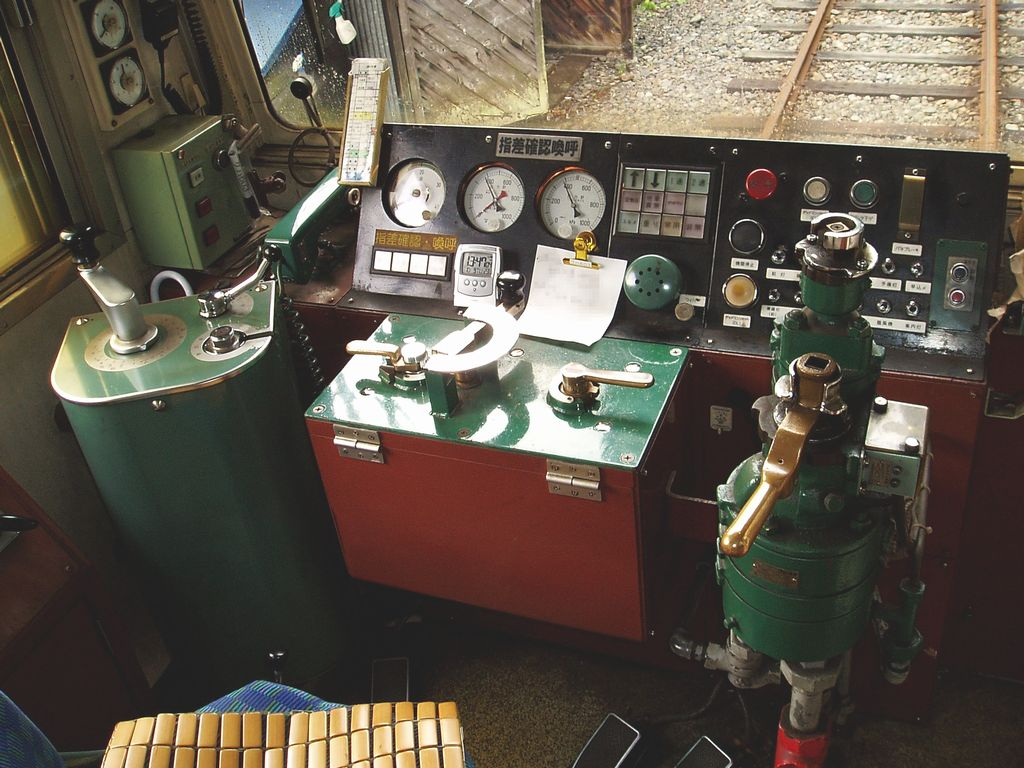
クハ600形の運転室 2007年（平成19年）10月撮影